# Tifón Nepartak
El tifón Nepartak, conocido en Filipinas como el tifón Butchoy, fue el tercer ciclón tropical más intenso del mundo en 2016. Nepartak afectó gravemente a Taiwán y el este de China, con 86 muertes confirmadas. Causó 3 muertes y NT$678 millones (US$ 21 millones) de daños en Taiwán. Además, Nepartak también tuvo efectos desastrosos en Fujian, China , causando 111 muertes y ¥9,99 mil millones (US$1,49 mil millones) de daños. Después de la temporada, los daños totales excedieron hasta ¥12,65 mil millones (US$1,89 mil millones).
Nepartak, la primera tormenta y tifón con nombre de la temporada anual de tifones, se convirtió en una tormenta tropical al sur de Guam el 3 de julio y terminó un período récord de 199 días sin una tormenta con nombre sobre la cuenca, vinculado con el intervalo 1997-1998. Con un seguimiento constante hacia el noroeste el 4 de julio y convirtiéndose en un tifón al día siguiente, Nepartak alcanzó la máxima intensidad con un ojo de alfiler el 6 de julio. Nepartak comenzó a debilitarse el 7 de julio y luego cruzó Taiwán más tarde, antes de emerger en el Estrecho de Taiwán y debilitándose hasta convertirse en una tormenta tropical severa el 8 de julio. Finalmente tocó tierra sobre Fujian, China, el 9 de julio y se disipó sobre tierra un día después.

## Historia meteorológica
Un área de baja presión se desarrolló al sur de Guam el 30 de junio. Durante el 2 de julio, la Agencia Meteorológica de Japón comenzó a monitorear una amplia depresión tropical que se había desarrollado a unos 780 km (485 millas) al sureste del estado de Yap. La depresión se ubicó dentro de un entorno favorable para un mayor desarrollo con una cizalladura vertical del viento baja, mientras que los modelos informáticos globales indicaron que el sistema se desarrollaría más lentamente a medida que interactuara con un nivel superior bajo. Durante ese día, cuando la depresión se intensificó a medida que se movía hacia el noroeste en un entorno de dirección débil, mientras que la convección atmosférica profunda comenzó a envolver en el centro de circulación de bajo nivel en consolidación del sistema. Temprano el 3 de julio, el Centro Conjunto de Advertencia de Tifones de los Estados Unidos inició avisos sobre el sistema y lo clasificó como Depresión Tropical 02W. El sistema fue nombrado posteriormente Nepartak por la JMA después de que se había intensificado en una tormenta tropical, y un paso de difusómetro había demostrado que existían vientos de 65 km / h (40 mph) dentro del cuadrante este de las tormentas. El nombramiento de Nepartak puso fin a un período récord de 199 días sin tormenta tropical en la cuenca del Pacífico Norte Occidental.
Después de ser nombrado, Nerpartak comenzó a acelerar hacia el noroeste, como una cresta subtropical al norte del sistema, se estableció mejor y actuó como el mecanismo de dirección dominante. Durante los dos días siguientes, el sistema se intensificó gradualmente a medida que mejoraba su flujo de salida en el nivel superior, ya que una celda TUTT ubicada al norte de Nepartak se propagaba hacia el oeste. Por lo tanto, alrededor de las 12:00 UTC, el JMA lo convirtió en una tormenta tropical severa, y el sistema desarrolló una gran nubosidad central densa (CDO) con bandas convectivas fuertemente curvadas. Tanto la JMA como la JTWC actualizaron Nepartak a tifón temprano al día siguiente, y luego el sistema pasó por un período de rápida profundización. El sistema ingresó al Área de Responsabilidad de Filipinas aproximadamente a las 06:00 UTC (14:00 PHT), por lo que PAGASA le asignó el nombre local Butchoy.
Debido a la baja cizalladura vertical del viento, los excelentes canales de salida dual y las temperaturas muy cálidas de la superficie del mar, por encima de los 30 °C sobre el mar de Filipinas, el tifón compacto y simétrico adquirió características anulares y un ojo bien definido en la noche del 5 de julio. le solicitó al JTWC que lo actualizara a un súper tifón equivalente a la Categoría 4 alrededor de las 18:00 UTC. El 6 de julio, el JTWC estimó que Nepartak se había convertido en un súper tifón equivalente a Categoría 5. Con un ojo distinto, Nepartak alcanzó su intensidad máxima alrededor de las 06:00 UTC, a unos 835 km (519 millas) al este-sureste de Taitung, Taiwán.. La JMA estimó la presión central en 900 hPa (26,58 inHg) y vientos sostenidos máximos de diez minutos a 205 km/h (125 mph). El JTWC estimó vientos máximos sostenidos en un minuto a 285 km/h (180 mph).

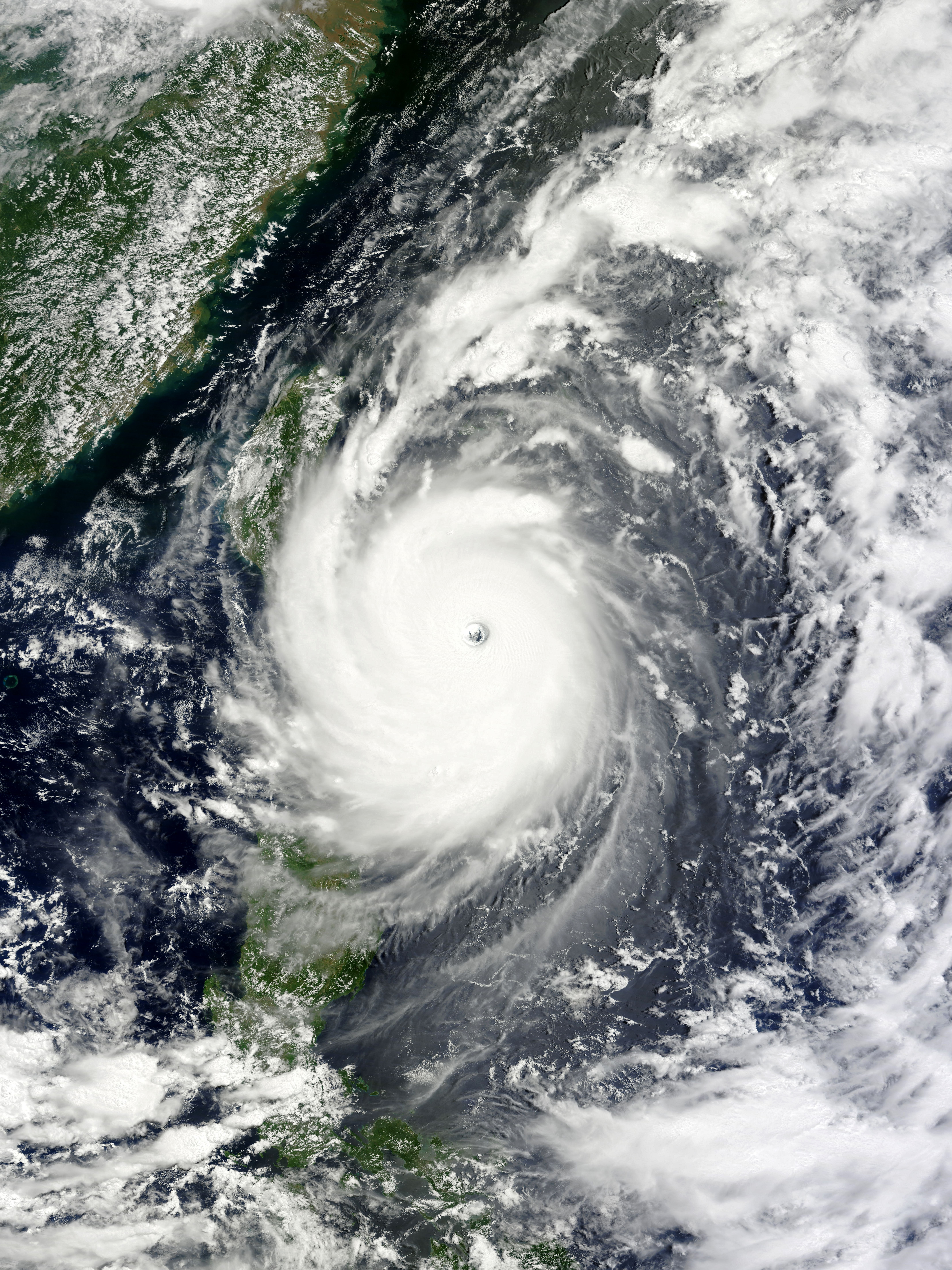
El tifón Nepartak se acerca a Taiwán el 7 de julio

Manteniendo la intensidad máxima durante un día, Nepartak comenzó a desacelerarse y debilitarse el 7 de julio, debido a que la topografía de Taiwán inhibió la entrada en el lado occidental de la circulación de bajo nivel. A las 12:00 UTC, el ojo de Nepartak se había vuelto irregular y lleno de nubes. Por esa época, el tifón pasó cerca de una boya cerca de la isla Orquídea. La boya observó una presión mínima de aproximadamente 897 hPa (26,49 inHg). Esta observación fue analizada por un equipo de la Universidad Nacional de Taiwán, y el 13 de septiembre, el Instituto de Oceanografía de la Universidad Nacional de Taiwán dijo que después de calibrar el sensor de presión, encontraron que la presión atmosférica más baja era de hecho 911.5 hPa (26.91 inHg). Nepartak tocó tierra en Taimali, condado de Taitung a las 21:50 UTC (05:50 hora de Taiwán del 8 de julio) y posteriormente emergió al Estrecho de Taiwán desde Jiangjun, Tainan a las 06:30 UTC (14:30 hora de Taiwán) el 8 de julio.
Debilitándose de un supertifón de categoría 4 a un tifón equivalente de categoría 1 en 12 horas, ya que la interacción terrestre con Taiwán provocó que la estructura de Nepartak se degradara significativamente, la circulación de nivel medio se desacopló del LLCC. Por lo tanto, a pesar de un entorno favorable en los niveles superiores, el tifón no pudo volver a fortalecerse; Nepartak presentaba cimas de nubes cálidas, un campo de nubes en expansión y la convección más profunda confinada a las periferias noroeste y sureste del LLCC. Alrededor de las 18:00 UTC, la JMA degradó a Nepartak a tormenta tropical severa, y la JTWC la degradó a tormenta tropical.
El 9 de julio, inmediatamente antes de que la JMA rebajara aún más a Nepartak a tormenta tropical, el sistema tocó tierra sobre Shishi, Fujian a las 05:45 UTC (13:45 CST ). Esto resultó en una convección en descomposición y un LLCC alargado, por lo tanto, el JTWC emitió su advertencia final. Por la tarde, Nepartak continuó moviéndose tierra adentro como una depresión tropical y se disipó durante el 10 de julio.

## Preparativos

### Taiwán
El 6 de julio, la Oficina Meteorológica Central emitió advertencias terrestres y marítimas para la totalidad de Taiwán y pronosticó lluvias torrenciales para 14 condados y la ciudad capital de Taipéi durante el paso del tifón. El Gobierno de Taiwán colocó a 35.817 militares, de los cuales aproximadamente 3.000 se desplegaron, junto con 3.409 vehículos y 119 botes inflables, en espera para los esfuerzos de socorro junto con el tifón Nepartak. Muchos fueron puestos en alerta para ayudar con las evacuaciones en áreas montañosas de los condados de Yilan y Hualien. Se abrieron noventa refugios en todo Taiwán. Aproximadamente 3.000 turistas fueron evacuados de las islas periféricas Verde y Orquídeas y se suspendió el servicio de ferry a estas áreas. Los residentes del municipio de Wutai en el sur de Taiwán también fueron reubicados debido a la amenaza de deslizamientos de tierra e inundaciones. Al final, 154.000 personas fueron evacuadas en 14 condados y ciudades. Mandarin Airlines, TransAsia Airways, China Airlines, EVA Air y Uni Air cancelaron todos los vuelos del 7 de julio y muchos el 8 de julio, abarcando todos los vuelos nacionales y la mayoría de los internacionales. El Aeropuerto Internacional de Kaohsiung y el Aeropuerto Internacional de Taiyuan-Wusu están programados para cerrar a las 3 p. m. y 5 p. m. hora local, respectivamente, el 7 de julio. Aproximadamente 500 vuelos fueron cancelados debido al tifón. Anticipándose a las fuertes lluvias, se liberó agua de la presa Shihmen en la mañana del 7 de julio.
Los trenes operados por Tren de Alta Velocidad de Taiwán, Administración de Trenes de Taiwán y Ferrocarril del Bosque de Alishan fueron suspendidos a partir de la noche del 7 de julio o la mañana del 8 de julio y durante el resto del paso del tifón. También se cerraron más de una docena de tramos de la carretera. El servicio de autobús en Taipéi y Nueva Taipéi se detuvo el 8 de julio. Todas las escuelas y negocios cerraron durante el día, excepto en el condado de Kinmen y las islas Matsu. La Corporación del Agua de Taiwán instó a los residentes a abastecerse de agua y reducir el uso de agua corriente antes del tifón. La agencia preparó las plantas de purificación en previsión de la turbidez extrema de la escorrentía de lluvia. El Festival Internacional de Globos de Taiwán anual en el condado de Taitung canceló las actividades de la tarde del 6 de julio al 8 de julio; el Morning Glow en Sansiantai también se retrasó hasta el 9 de julio.

### China

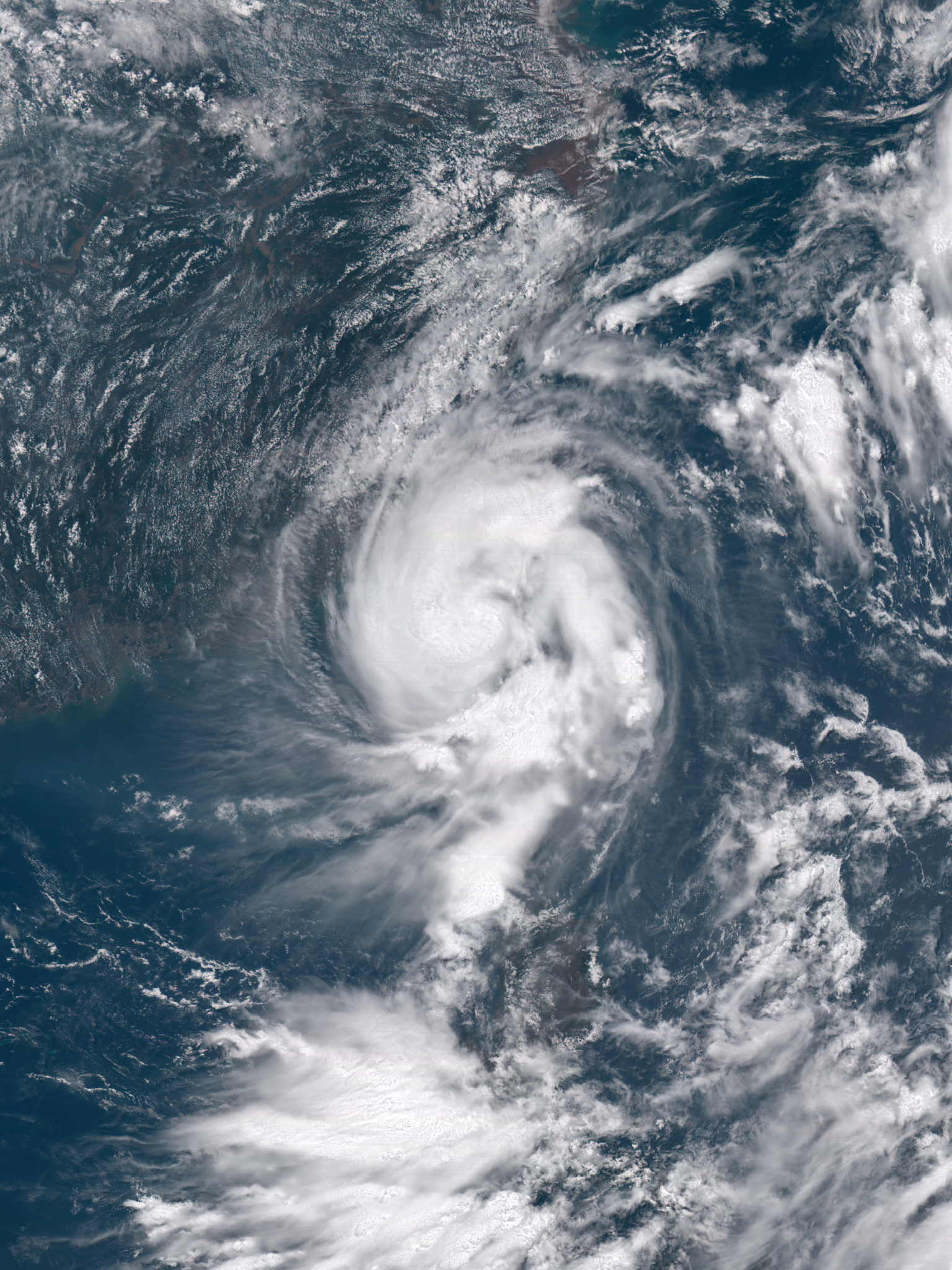
Un tifón Nepartak debilitado sobre el sur de Taiwán el 8 de julio

Los funcionarios de varias provincias del este de China temían que la tormenta empeorara las inundaciones en curso que ya se habían cobrado al menos 186 vidas. Se expresó especial preocupación por los lagos y embalses a lo largo del río Yangtze, especialmente el lago Tai, que podrían desbordarse debido a las fuertes lluvias del tifón. Los residentes de las provincias de Fujian y Zhejiang fueron alertados de una marejada ciclónica potencialmente dañina, mientras que las autoridades de la provincia de Guangdong ordenaron a todos los pescadores que regresaran al puerto. A lo largo de la costa de Fujian, aproximadamente 33.000 barcos pesqueros regresaron al puerto y se instó a 35.000 personas que trabajaban a lo largo de la costa a evacuar tierra adentro. Aproximadamente 420.000 personas fueron evacuadas a través de Fujian y otras 37.521 personas fueron reubicadas en Wenzhou, Zhejiang. El 9 de julio a las 11 a. m. hora local, la provincia de Fujian emitió una alerta de tifón naranja, el segundo nivel de alerta más alto. El transporte público se vio gravemente interrumpido, con 5.000 autobuses, 400 vuelos y 300 trenes de alta velocidad cancelados.

### En otra parte
Los residentes de las Islas Ryūkyū, un archipiélago japonés que se extiende al sudoeste desde el continente hacia Taiwán, fueron alertados de condiciones potencialmente peligrosas a partir del 5 de julio. Se llevaron a cabo algunas evacuaciones en las islas Yaeyama y Miyako en previsión de inundaciones y vientos con fuerza de tifón.
Se recomendó a los pescadores del norte de Filipinas que no se aventuraran a salir debido al mar embravecido. Los meteorólogos de la nación también advirtieron que el tifón intensificaría el monzón local, trayendo lluvia y tormentas eléctricas a muchas áreas en la parte norte de las islas Filipinas. Se emitió la señal pública de advertencia de tormenta 1 para las Islas Babuyán, Batanes y Calayán. El gobierno nacional también suspendió las obras en Metro Manila en la tarde del 8 de julio debido a las inclemencias del tiempo provocadas por el tifón.

## Impacto y secuelas

### Taiwán

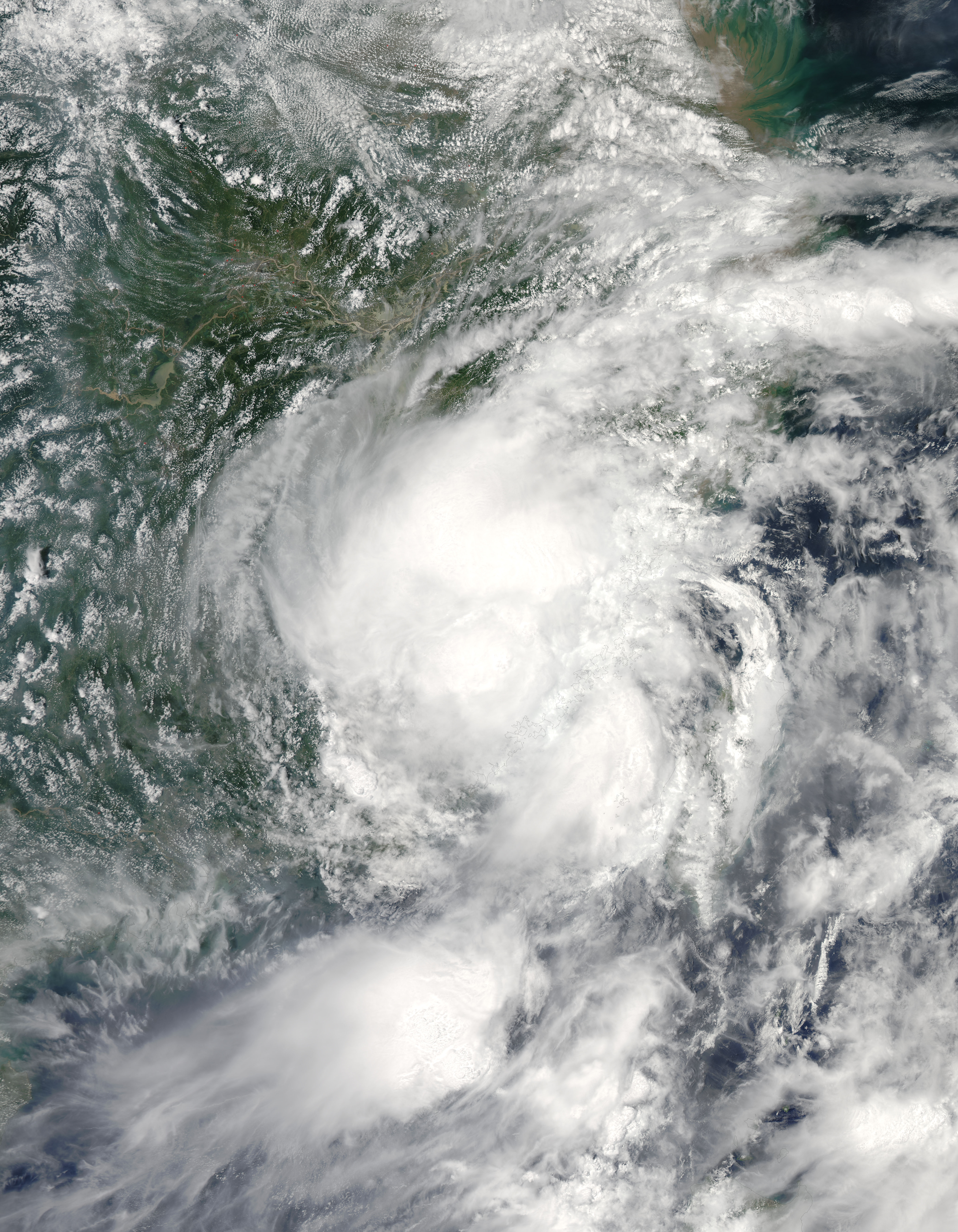
La tormenta tropical Nepartak sobre el este de China el 9 de julio

El 7 de julio, dos personas se ahogaron en incidentes relacionados con la tormenta: una en la playa de Chihsingtan en el condado de Hualien y la otra en Penghu. Al menos una persona murió durante la llegada de la tormenta luego de ser golpeada por escombros. Más de 142 personas resultaron heridas, principalmente por cristales rotos o escombros en el aire. Se observaron ráfagas de viento de hasta 205 km / h (127 mph) en el condado de Taitung, el viento más alto registrado en el condado en 61 años de mantenimiento de registros; los poderosos vientos derribaron árboles y líneas eléctricas, destrozaron techos y volcaron vehículos. En el punto más álgido de la tormenta, 545,696 hogares se quedaron sin energía y 24,829 se perdieron los suministros de agua. Las estimaciones preliminares de daños en el condado de Taitung superaron los 2.000 millones de dólares taiwaneses ( 62 millones de dólares estadounidenses) el 9 de julio. Las estimaciones preliminares de daños agrícolas alcanzaron los 1.070 millones de dólares taiwaneses (33,2 millones de dólares estadounidenses), de los cuales 731,39 millones de dólares taiwaneses (22,7 millones de dólares estadounidenses) fue incurrido por el condado de Taitung. Las chirimoyas sufrieron las mayores pérdidas, con 4.198 hectáreas perdidas, seguidas de los plátanos. Siete carreteras principales, incluidas la N° 7 y la N° 23, resultaron dañadas. En el puerto de Kaohsiung, el Singapur -flagged buque de carga Avatafue arrancado de sus amarres en un puerto, lo estaba resguardando; dos remolcadores tuvieron que traerlo de regreso a puerto.
A raíz de Nepartak, la Compañía de Energía de Taiwán envió a 2.000 personas para reparar líneas eléctricas caídas y limpiar los escombros. A las 6:00 p. m. hora local del 8 de julio, solo 50.000 hogares seguían sin electricidad. La Sociedad de la Cruz Roja de la República de China se comprometió a proporcionar a cada hogar afectado 10.000 dólares taiwaneses (310 dólares estadounidenses). El 9 de julio, el primer ministro Lin Chuan recorrió las áreas dañadas de Taitung y ordenó un paquete de ayuda de NT $ 300 millones (US $ 9,3 millones). Aunque China cesó temporalmente las comunicaciones con Taiwán tras la inauguración de Tsai Ing-wen, la Oficina de Asuntos de Taiwán del país expresaron su preocupación y ofrecieron sus condolencias a las víctimas del tifón. La Fundación Tzu Chi prometió NT $ 10,000-30,000 (US $ 310-930), así como artículos básicos para la vida.
Muchas personas ofrecieron donaciones y fondos para ayudar en los esfuerzos de recuperación. Una de las personas más ricas de Taiwán, el presidente de la industria de precisión Hon Hai, Terry Gou, proporcionó NT $ 10 millones (US $ 310.100) para los esfuerzos de reconstrucción. Las cadenas de tiendas de conveniencia 7-Eleven y FamilyMart se asociaron con Gou para establecer donaciones electrónicas en más de 5,000 ubicaciones el 9 de julio. La artista pop A-mei donó NT$2 millones (US$62,020) a su condado natal de Taitung. De manera similar, la banda de rock Mayday y la cantante Jia Jia entregaron conjuntamente NT$2 millones (US$62.020). Los partidos políticos también proporcionaron apoyo monetario: el gobernante Partido Democrático Progresista aportó NT$ 500.000 (US$15.500), el Kuomintang prometió NT$1 millón (US$31.000) y el Partido del Nuevo Poder aportó NT$300.000 (US$9.300). El Yuan Legislativo donó NT$500.000 (US$15.500) y el presidente de la legislatura, Su Jia-chyuan, aportó NT$100.000 (US$3.100). Los alcaldes de Taipéi y Taoyuan, Ko Wen-je y Cheng Wen-tsan, donaron NT$200.000 (US$6.200) y NT$100.000 (US$3.100), respectivamente, mientras que varios otros funcionarios del gobierno se comprometieron a donar sus salarios diarios.
El Consejo de Agricultura de Taiwán se comprometió a brindar asistencia financiera a los agricultores de los condados de Taitung, Pingtung y Kaohsiung.

### China
Fuertes lluvias, que ascendieron a 250 mm (9,8 pulgadas) en solo unas pocas horas en Putian, y fuertes vientos azotaron Fujian. Se observaron vientos de hasta 100 km / h (62 mph) en Shishi. Se produjeron inundaciones generalizadas y muchos deslizamientos de tierra, particularmente en áreas montañosas, que destruyeron un número indeterminado de edificios. Un deslizamiento de tierra en el condado de Gutian sepultó una fábrica y dejó atrapados a 18 trabajadores; todos fueron posteriormente rescatados por la policía y los bomberos. Cuarenta y tres personas requirieron rescate debido al aumento de las aguas en Putian. Al menos 10 personas murieron y otras 11 desaparecieron en Fujian y Jiangxi. Al menos 3144 viviendas fueron destruidas y 15 800 hectáreas (39 000 acres) de cultivos resultaron dañadas; las pérdidas económicas totales alcanzaron los 2200 millones de yenes (320 millones de dólares estadounidenses). Los daños fueron particularmente graves en el condado de Minqing, Fujian, donde al menos 1.000 personas requirieron rescate. Se declaró una emergencia por desastre de nivel 4 para las áreas afectadas, lo que permitió una gran distribución de materiales de socorro.